# Championnats du monde de trampoline 2025
Navigation
2023
Les championnats du monde de trampoline 2025, trente-huitième édition des championnats du monde de trampoline, ont lieu du 6 au 9 novembre 2025 à la Navarra Arena de Pampelune, en Espagne.
Une nouvelle épreuve est ajoutée au programme de ce championnat, le trampoline synchronisé mixte.

## Médaillés
| Épreuves                           | Or     | Argent | Bronze |
| Hommes                             | Hommes | Hommes | Hommes |
| ---------------------------------- | ------ | ------ | ------ |
| Trampoline individuel              |        |        |        |
| Trampoline par équipes             |        |        |        |
| Trampoline synchronisé             |        |        |        |
| Double Mini Trampoline             |        |        |        |
| Double Mini Trampoline par équipes |        |        |        |
| Tumbling                           |        |        |        |
| Tumbling par équipes               |        |        |        |
| Femmes                             |        |        |        |
| Trampoline individuel              |        |        |        |
| Trampoline par équipes             |        |        |        |
| Trampoline synchronisé             |        |        |        |
| Double Mini Trampoline             |        |        |        |
| Double Mini Trampoline par équipes |        |        |        |
| Tumbling                           |        |        |        |
| Tumbling par équipes               |        |        |        |
| Mixte                              |        |        |        |
| Trampoline synchronisé             |        |        |        |
| Concours général par équipe        |        |        |        |